# Qu'est-ce que la propriété ?
 (août 2019).
- Si vous ne connaissez pas le sujet, laissez ce bandeau (vous pouvez alors contacter les auteurs).
- Si vous supprimez le contenu mis en cause (vous pouvez préalablement contacter les auteurs),

argumentez précisément cette suppression dans la page de discussion
(un manque de référence n'est pas un argument ; une recherche réelle de référence doit avoir été effectuée, être formellement documentée).
 (10 avril 2017).
Améliorez-le ou discutez des points à vérifier. 
 (mai 2023).
Qu'est-ce que la propriété ? ou Recherches sur le principe du Droit et du Gouvernement, publié le 30 juin 1840, est le premier ouvrage majeur de l'anarchiste français Pierre-Joseph Proudhon. Il traite du concept de propriété et de sa relation avec l’État, les ouvriers et l’anarchisme. Ce livre contient la citation célèbre : « La propriété, c'est le vol ! »
Proudhon déclare : « J’en ferai sortir la preuve irréfragable que la propriété, quand elle serait juste et possible, aurait pour condition nécessaire l’égalité. » Il adopte le mot mutuellisme pour décrire sa vision d'une économie composée d'individus et de syndicats démocratiques qui échangeraient leurs produits sous la contrainte de l'égalité.
Bien que Karl Marx ait plus tard sévèrement critiqué Proudhon, il crédita néanmoins ce livre d'être le « manifeste du prolétariat français » et de l'avoir convaincu de la nécessité d'abolir la propriété privée.

## Résumé
Le livre est résumé chapitre par chapitre et partie par partie.

### Chapitre premier
Méthode suivie dans cet ouvrage - idée d'une révolution.

L’œuvre commence par cette réponse célèbre : 

« Si j’avais à répondre à la question suivante : « Qu’est-ce que l’esclavage » ? et que d’un seul mot je répondisse : « C’est l’assassinat », ma pensée serait d’abord comprise. Je n’aurais pas besoin d’un long discours pour montrer que le pouvoir d’ôter à l’homme la pensée, la volonté, la personnalité, est un pouvoir de vie et de mort, et que faire un homme esclave, c’est l’assassinat. Pourquoi donc à cette autre demande : Qu’est-ce que la propriété ? ne puis-je répondre de même : c’est le vol, sans avoir la certitude de n’être pas entendu, bien que cette seconde proposition ne soit que la première transformée ? »

Proudhon démontre la relativité de l'idée de justice, toutes les justices, tous les régimes se proclamèrent tour à tour légitimes, justes et formidables - sinon parfaits - tous sont en vérité semblables.
Qu'est-ce que la révolution française a changé ? Les hommes ont simplement changé de maîtres. Certes elle constitue un progrès, parce que les décisionnaires sont plus nombreux (peuple), mais seulement un progrès, non une révolution.
« Le peuple avait vu les rois motiver leurs ordonnances par la formule : car tel est notre plaisir, il voulut à son tour goûter le plaisir des lois. Depuis 50 ans il en a enfanté des myriades, toujours, bien entendu, par l'opération des représentants. Le divertissement n'est pas près de finir. »
Proudhon pose trois questions :
- « l'autorité de l'homme sur l'homme est-elle juste ?»[5]

« Tout le monde répond : Non ; l'autorité de l'homme n'est que l'autorité de la loi, laquelle doit être justice et vérité. » Pourtant chacun, qu'importe l'époque ou le lieu, pense ou pensait la loi juste et l'État légitime, pourtant ceux-ci évoluent et sont voués à évoluer encore.
- « l'inégalité politique et civile est-elle juste ? »

Les Gens répondent que l'inégalité est inhérente à la propriété et que la propriété est la condition sine qua non de toute vie en société.
- « la propriété est-elle juste ? »[6]

Personne ne se pose justement la question et c'est tout l'objet du livre.

### Chapitre second
De la propriété considérée comme droit naturel - de l'occupation et de la loi civile, comme causes efficientes du domaine de propriété.

#### Définitions
Distinction est faite entre les deux composantes de la propriété :
1. la propriété de droit, en tant que domaine, (il donne l'exemple du mari sur sa femme...), le jus in re, le droit dans la chose, à savoir ce qui regroupe la propriété + la possession ; le pétitoire + le possessoire.
2. la possession, soit la propriété de fait (ex : l'amant, le vélo), le jus ad rem, le droit à la chose, à savoir le possessoire, la possession seule.

#### Paragraphe premier - de la propriété comme droit naturel
La propriété est posée par la Déclaration des droits de l'homme et du citoyen de 1789 comme un droit naturel et inaliénable de l'Homme, pourtant, aux côtés de la liberté, de l'égalité et de la sûreté, la propriété apparaît comme l'intrus. Beaucoup de gens en sont effectivement privés, (non-universelle) elle peut s'échanger, s'acquérir, disparaître (non naturelle).
La propriété comme droit absolu est par ailleurs impossible en société, elle est violée tôt ou tard par la force des choses.

#### Paragraphe second - de l'occupation, comme fondement de la propriété
Cicéron utilise la métaphore du théâtre dans lequel chacun possède une place. On occupe ainsi une part de la nature. Dans cette optique, l'égalité devrait être de mise, nul n'a droit qu'à ce qui lui suffit.
« Donc, si l'inégalité des conditions est un mal nécessaire, c'est dans l'étrangeté, puisque société et inégalité impliquent contradiction ; donc si l'homme est fait pour la société, il est fait pour l'égalité : la rigueur de cette conséquence est invincible. »
Le terme propriété implique :
- la faculté
- le droit dominal

« La possession des choses fut assimilée à la propriété des avantages du corps et de l'esprit »
Destutt de Tracy fait la distinction entre propriétés innées et acquises.
Victor Cousin estime que pour devenir propriétaire il faut prendre possession par le travail et la production. Proudhon ajoute qu'il faut venir à temps (se rendre maître "de facto"), les premiers occupants ont tout occupé (la question de la possession des moyens de production dans l'histoire à sûrement influencé la théorie marxiste de l'accumulation primitive du capital).

#### Paragraphe troisième - de la loi civile, comme fondement et sanction de la propriété
La possession existait avant la propriété. Afin d'éviter de continuels partages et dans le but de sanctifier l'égalité, on créa la propriété, les légistes ne se doutaient alors pas que cette propriété et les notions d'héritage et de transmission qui lui étaient liées, provoqueraient les pires inégalités et seraient à l'origine d'un système reposant sur l'inégalité. Ainsi que le dit l'auteur : « Le fait ne produit pas le droit »
Quant à la religion, elle ne fit que servir le pouvoir en place : « dans tous les temps le prêtre s'est mis au service du prince » ; « les dieux ont toujours parlé comme les politiques l'ont voulu. »
La propriété entre en contradiction avec l'égalité :
« Le droit d'occupation est égal pour tous. La mesure de l'occupation n'étant pas dans la volonté, mais dans les conditions variables de l'espace et du nombre, la propriété ne peut se former. »
Du fait de son caractère définitif, elle apparaît immuable dans un monde en mouvement. Si l'on souhaite rester dans le cadre de l'égalité, il apparaît que : « la possession, en droit, ne pouvant jamais demeurer fixe, il est impossible, en fait, qu'elle devienne propriété. »

### Chapitre troisième
Du travail comme cause efficiente du domaine de propriété.
L'occupation comme justification de la propriété est donc abandonnée.
Thèse critiquée par Proudhon : « la propriété est fille du travail ! »

#### Paragraphe premier - la terre ne peut être appropriée
La nature offrit la Terre aux hommes, de quel droit et pour quelle raison ceux-ci se la partagèrent-ils ?
Deux arguments justifiant la propriété privée de la Terre :
- Say explique : La terre, contrairement à l'eau et à l'air, n'est pas de nature fugitive, la propriété en est bien plus aisée. Or il ne s'agit pas là d'un véritable argument qu'avance Say mais simplement d'un constat.
- La Terre ensuite, explique Comte, contrairement à l'air et à la mer, est limitée. En conséquence elle doit être partagée et soumise à la propriété privée. Or, nous dit Proudhon, c'est précisément parce qu'elle est ressource limitée qu'elle ne doit pas connaître la propriété privée. Chaque homme a, en théorie, un droit égal aux ressources, la propriété étant privée et donc forcément exclusive, elle entraîne des inégalités.

« L'égalité des droits est prouvée par l'égalité des besoins ; or, l'égalité des droits, si la chose est limitée, ne peut être réalisée que par l'égalité de possession »

#### Paragraphe second - le consentement universel ne justifie pas la propriété
Une hypothétique acceptation de la propriété privée par l'Humanité tout entière se verrait opposer une fin de non recevoir par Proudhon; car ce que promet cette égalité des besoins doit demeurer naturelle par essence. En effet pareille idée est injuste par nature, elle a pour but l'égalité mais la romprait forcément. De plus : « L'Homme ne peut pas plus renoncer au travail qu'à la liberté ; or reconnaître le droit de propriété territoriale, c'est renoncer au travail, puisque c'est en abdiquer le moyen, c'est transiger sur un droit naturel et se dépouiller de la qualité d'Homme. »

#### Paragraphe troisième - la prescription ne peut jamais être acquise à la propriété
Prescription : Acquisition de la propriété d’une chose, par une possession non interrompue pendant un temps que la loi détermine.
Il ne s'agit pas là d'un critère légitime, pourquoi le temps serait-il une origine de la propriété avec le travail et l'occupation ?

#### Paragraphe quatrième - du travail - que le travail n'a par lui-même, sur les choses de la nature aucune puissance d'appropriation
L'appropriation des terres et des moyens de production est donc illégitime parce qu'exclusive : « tous seront […] propriétaires de leurs produits ; aucun n'est propriétaire de ses instruments. Le droit au produit est exclusif, jus in re ; le droit à l'instrument est commun, jus ad rem. »

#### Paragraphe cinquième - que le travail conduit à l'égalité des conditions
« Le travail confère un droit de propriété sur la matière : pourquoi ce principe n'est-il pas universel ? Pourquoi le bénéfice de cette prétendue loi, restreint au petit nombre, est-il dénié à la foule des travailleurs ? »
« Le travail autrefois si fécond serait-il devenu […] stérile ? Pourquoi le fermier, n'acquiert-il plus par le travail, cette terre que le travail acquit jadis au propriétaire ? »
« Si nos efforts n'aboutissaient qu'à étendre le privilège du sol et le monopole de l'industrie, en affranchissant seulement quelques centaines de travailleurs sur des millions de prolétaires ; mais ce serait aussi comprendre bien mal notre propre pensée et faire preuve de peu d'intelligence et de logique. »
« Quiconque travaille devient propriétaire […] je veux dire propriétaire de la valeur qu'il créé, et dont le maître seul tire le bénéfice. »
« Car cette force immense qui résulte de l'union et de l'harmonie des travailleurs, de la convergence et de la simultanéité de leurs efforts, il ne l'a point payée. 200 grenadiers ont en quelques heures dressé l'obélisque de Louxor sur sa base ; suppose-t-on qu'un seul homme, en 200 jours, en serait venu à bout ? »
Marx fut sûrement influencé par cette idée que le travail collectif est supérieur à la somme des efforts individuels dans la mesure où il l'a reprise dans le Capital. Il a également emprunté à Proudhon le concept de reproduction de la force de travail du prolétaire. « Il faut que le travail à faire renaisse perpétuellement du travail accompli »
« C'est cette dénégation frauduleuse qui fait l'indigence du travailleur, le luxe de l'oisif et l'inégalité des conditions. C'est en cela surtout que consiste ce que l'on a si bien nommé l'exploitation de l'homme par l'homme. »
« Tout capital accumulé étant une propriété sociale nul n'en peut avoir la propriété exclusive. »
Pour résumer, le travailleur est dépossédé du produit de son travail par le propriétaire des moyens de production, quand bien même celui-ci devrait profiter de son bien dans une société juste.

#### Paragraphe sixième - que dans la société tous les salaires sont égaux
Proudhon se pose ici la question de l'égalité des salaires. Il fait la critique des thèses de Saint-Simon et de Fourrier qui prétendent respectivement : « à chacun selon sa capacité, à chaque capacité selon ses œuvres » et « à chacun selon son capital, son travail et son talent ».
L'auteur se fait quant à lui l'avocat de la répartition du travail entre tous les travailleurs. Une inégalité naturelle ne devant être selon lui en aucun cas sanctionnée d'une inégalité sociale, les tâches doivent être réparties également et le salaire de même.

#### Paragraphe septième - que l'inégalité des facultés est la condition nécessaire de l'égalité des fortunes
Proudhon pose ici la question de la rémunération selon la tâche et du talent.
« Tous les travaux à exécuter ne sont pas également faciles : il en est qui exigent une grande supériorité de talent et d'intelligence, et dont cette supériorité même fait le prix. »
La division du travail est effectivement, en société capitaliste, source d'inégalités de revenus. Proudhon commence par expliquer que nombre de tensions sociales et notamment la haine envers les élites intellectuelles, sont motivées par les inégalités. Il dit en substance que les élites seront haïes tant qu'elles persisteront à exercer un pouvoir coercitif contre le peuple.
Il entreprend de démontrer que « l'inégalité de nature [est] condition de l'égalité des fortunes. »
L'auteur commence par affirmer que : « dans une société d'hommes, les fonctions ne se ressemblent pas : il doit donc exister des capacités différentes. » En somme, il n'existe aucun métier supérieur, il n'y a au fond pas « inégalités de facultés » mais « diversité de facultés ». « S'il est glorieux de charmer et d'instruire les hommes, il est honorable aussi de les nourrir ».
De plus « la capacité de fournir une tâche sociale étant donnée à tous, l'inégalité des forces individuelles ne peut fonder aucune inégalité de rétribution ».
Proudhon analyse ensuite la nature du talent, il en arrive à la conclusion que celui-ci est le produit de conditions sociales données, qu'il est le fruit d'efforts collectifs. « Quelle que soit donc la capacité d'un homme dès que cette capacité est créée, il ne s'appartient plus [...] il avait la faculté de devenir, la société l'a fait être. »

#### Paragraphe huitième - que, dans l'ordre de la justice, le travail détruit la propriété
Proudhon résume ici les arguments précédents, expose les liens sur lesquels reposent toute activité productive (le laboureur a besoin du maçon, lequel a besoin du boulanger etc.), il répète ensuite son analyse du salaire que perçoit le travailleur et détaille le processus que Marx nommera plus tard la reproduction de la force de travail du prolétaire.
Proudhon conclut le chapitre sur cette phrase : « Jusqu'ici j'ai considéré la propriété comme faculté d'exclusion, je vais l'examiner comme faculté d'envahissement. »

### Chapitre quatrième
Que la propriété est impossible.
Proudhon s'attaque en introduction de ce chapitre à l'adage suivant, selon lui la « raison dernière des propriétaires » : « Si tous les hommes étaient égaux, personne ne voudrait travailler. »
Il choisit de s'attaquer à la propriété par la voie mathématique. Il affirme ainsi « La propriété est physiquement et mathématiquement impossible. »

#### Démonstration
Selon Proudhon, la rente, ce qu'il appelle le « droit d'aubaine » est intrinsèquement lié au concept de propriété. Le discours à suivre doit être replacé dans son contexte d'écriture, à savoir le XIXe siècle où la propriété n'était le privilège que d'une élite et où les concepts de rente et de propriété étaient pour ainsi dire synonymes, dès lors qu'on était propriétaire, on était propriétaire de moyens de production, et le plus souvent, rentier.

#### Première proposition - la propriété est impossible parce que de rien, elle exige quelque chose
Proudhon débute par une critique du fermage, laquelle pratique rentière est défendue par des économistes comme James Mill, John Ramsay MacCulloch ou David Ricardo. Prenant pour base le cas de la terre et donc du fermage, l'auteur élargit sa critique à la rente dans son ensemble, ce qu'il nomme l'aubaine :
« “Le service du propriétaire, ajoute Say, est commode pour lui, j'en conviens.” L'aveu est naïf. “Mais nous ne pouvons nous en passer. Sans la propriété, un laboureur se battrait avec un autre pour cultiver un champ qui n'aurait point de propriétaire et le champ demeurerait en friche…” Ainsi le rôle du propriétaire consiste à mettre les laboureurs d'accord en les dépouillant tous… Ô raison ! Ô justice ! […] Était-il possible de dire plus de mal de la propriété ? »
Seul le travailleur crée de la valeur, le rentier est inutile, la rente est donc injuste. Proudhon s'oppose ensuite à une certaine tradition économique qui considère que le travail tout comme le capital tout comme la nature produit de la valeur, il affirme ainsi qu'ils sont inutiles individuellement, et que c'est leur combinaison qui produit de la valeur. « La vérité est que NI la terre n'est productive, NI le travail n'est productif, NI les capitaux ne sont productifs ; la production résulte de ces trois éléments également nécessaires, mais, pris séparément, également stériles. »
La rente repose ainsi sur la fiction de la rentabilité du capital, lequel n'est finalement rentable que parce qu'il interagit avec le travail humain. Le capital ne produit, à lui seul, rien « et en se faisant payer ce produit imaginaire, [le propriétaire] reçoit, à la lettre, quelque chose pour rien. »
Et Proudhon de conclure : « Les produits, disent les économistes, ne s'achètent que par des produits. Cet aphorisme est la condamnation de la propriété. Le propriétaire ne produisant ni par lui-même, ni par son instrument, et recevant des produits en échange de rien, est un parasite ou un larron. Donc si la propriété ne peut exister que comme droit, la propriété est impossible. »

#### Seconde proposition - la propriété est impossible, parce que là où elle est admise la production coûte plus qu'elle ne vaut
« La proposition précédente était d'ordre législatif ; celle-ci est d'ordre économique. »
Proudhon se lance ici dans une démonstration mathématique que l'on pourrait résumer en ces termes : les propriétaires constituent un non-sens économique dans la mesure où ils ne prennent pas part à l'activité de production.

#### Troisième proposition - la propriété est impossible, parce que sur un capital donné, la production est en raison du travail, non en raison de la propriété
Proudhon résume cette troisième proposition en ces termes : « Résumons : le droit d'aubaine, qui ne peut exister que dans des limites très restreintes, marquées par les lois de la production, s'annihile par le droit d'occupation [lequel fut démontré par l'auteur dans les chapitres précédents] ; or, sans le droit d'aubaine, il n'y a pas de propriété ; donc la propriété est impossible. »

#### Quatrième proposition - la propriété est impossible parce qu'elle est homicide
La propriété induit le droit d'aubaine lequel n'est ni plus ni moins qu'un impôt prélevé par le « propriétaire » sur le « producteur » (comprendre : le travailleur). Les auteurs libéraux tels que Say critiquent l'impôt tandis qu'ils ignorent l'impôt prélevé par le propriétaire. « Le propriétaire exerce, à l'égard du fermier, le même acte de spoliation que le percepteur »
Dans cette optique, l'argent que prête le propriétaire au travailleur pour que celui-ci puisse vivre décemment n'est autre que l'argent qui lui fut spolié par ce même propriétaire.

#### Cinquième proposition - la propriété est impossible parce qu'avec elle la société se dévore
Proudhon aborde ici les conséquences sociales de la propriété.
« La société se dévore : 1/ par la suppression violente et périodique des travailleurs » par exemple les licenciements, sachant que le chômage n'est à l'époque pas indemnisé.
« 2/ par la retenue que la propriété exerce sur la consommation du producteur. » Ce second point est détaillé plus loin, le salaire du travailleur est ainsi moins élevé que le prix de vente du produit du fait du bénéfice engrangé par le propriétaire. Cette idée sera reprise par Marx.
Les travailleurs « ne peuvent racheter leurs produits, puisque, produisant pour un maître qui, sous une forme ou sous une autre, bénéficie, il leur faudrait payer leur propre travail plus cher qu'on ne leur en donne. » Idée que l'auteur résume par la formule « C'est ton ouvrage et tu n'en jouiras pas. »
Il poursuit par l'analyse des crises de surproduction, courantes à l'époque, lesquelles sont dues à une insuffisance de la demande, les thèses esquissées par Proudhon seront un siècle plus tard reprises par Keynes.
Il conclut par cette phrase : « La propriété vend au travailleur le produit plus cher qu'elle ne le lui paye ; donc elle est impossible. »

#### Appendice à la cinquième proposition
En premier lieu, Proudhon se consacre à la critique des thèses de Charles Fourier, lequel défend la propriété et propose de l'étendre à tous les hommes.
Dans un second temps, l'auteur examine l'idée de Saint-Simon d'attribuer les richesses selon les capacités de chacun.
« La rareté de la fonction ne crée pas un privilège au bénéfice du fonctionnaire, et cela pour plusieurs raisons toutes également péremptoires. »
Proudhon oppose à cette idée les arguments suivants :
1. « la rareté du génie n'a point été, dans les intentions du Créateur, un motif pour que la société fût à genoux devant l'homme doué de facultés éminentes, mais un moyen providentiel pour que chaque fonction fût remplie au plus grand avantage de tous. »[40]
2. « le talent est une création de la société bien plus qu'un donnée la nature »[40]
3. « la mesure de comparaison des capacités n'existe pas : l'inégalité des talents n'est même, sous des conditions égales de développement, que la spécialité des talents. »[40]

Proudhon clôt cette partie en ces termes : « Concluons donc que dans l'égalité et dans l'égalité seule, l'adage de Saint-Simon, à chacun selon sa capacité, à chaque capacité selon des œuvres, trouve sa pleine et entière application. »
En dernier lieu l'auteur s'intéresse à la question du paupérisme et de la surabondance de la population, problématique importante à une époque où Malthus exerce une grande influence et où la famine et le vagabondage ne sont pas de si lointains souvenirs.

#### Sixième proposition - la propriété est impossible parce qu'elle est mère de tyrannie
Proudhon compare ici la nation à une grande entreprise, où chaque actionnaire possède une voix délibérative. Mais, ainsi qu'il le dit « sous le régime de la propriété, les mises des actionnaires sont entre elles d'une extrême inégalité »
Toute mesure démocratique, parce qu'elle passe outre au poids de chaque individu en matière économique, est par conséquent incompatible avec la propriété : « La propriété est incompatible avec l'égalité politique et civile, donc la propriété est impossible. »

#### Septième proposition - la propriété est impossible, parce qu'en consommant ce qu'elle reçoit elle le perd, qu'en l'épargnant elle l'annule, qu'en le capitalisant elle le tourne contre la production
L'auteur s'intéresse dans cette partie aux trois utilisations possibles de ses revenus par le propriétaire.
- La consommation revient à une perte sèche, et d'une façon, détruit la propriété puisque cet argent n'est pas réinvesti.
- L'épargne est également une perte sèche parce que « mise de côté ».
- Ce que Proudhon appelle enfin la « capitalisation » qui désigne ici le fait d'accumuler du capital et abaissant les coûts fixes (salaire, entretien des machines). Cette idée aura sûrement une influence sur Marx lorsque celui-ci formula sa théorie de la valeur, et sa baisse tendancielle du taux de profit.

La propriété est productrice d'inutilité, par conséquent elle est impossible.

#### Huitième proposition - la propriété est impossible parce que sa puissance d'accumulation est infinie et qu'elle ne s'exerce que sur des quantités finies
Dans ce court paragraphe, l'auteur dénonce notamment l'accumulation potentiellement infinie du capital, le principe de l'intérêt qu'il considère comme arbitraire et dit du système politique et juridique qu'il repose sur des chimères et des approximations.

#### Neuvième proposition - la propriété est impossible parce qu'elle est impuissante contre la propriété
L'esprit de cette neuvième proposition est le suivant : toute propriété se bâtit et survit aux dépens d'une autre propriété.
Premièrement Proudhon démontre que chacun s'enrichit aux dépens d'un autre, ainsi A s'enrichit parce que B s'appauvrit, c'est la réalité de toute transaction, par conséquent il y a forcément un perdant. « Il est démontré que nul homme ne peut s'enrichir sans qu'un autre s'appauvrisse. »
Ainsi, la propriété et son corollaire, le droit d'aubaine, sont fondés sur l'inégalité.
L'auteur prend ensuite l'exemple de la concurrence, le plus puissant tue ses concurrents en abaissant ses prix, le capitalisme, ou le « régime de la propriété » ainsi qu'il est nommé dans la phraséologie proudhonienne, repose donc sur la force, la propriété se maintenant en détruisant la propriété. « Donc, sans la force, la propriété est impuissante contre la propriété, puisque sans la force elle ne peut s'accroître par l'aubaine ; donc sans la force, la propriété est nulle. »

#### Dixième proposition - la propriété est impossible parce qu'elle est la négation de l'égalité
Sont ici résumées les 9 précédentes propositions.

### Chapitre cinquième
Exposition psychologique de l'idée de juste et d'injuste, et détermination du principe du gouvernement et du droit.

#### Première partie

##### Paragraphe premier - du sens moral dans l'homme et dans les animaux
Proudhon s'intéresse dans ce premier paragraphe aux différences entre l'Homme et l'animal. Il se rallie à la thèse de Frédéric Cuvier, lequel fait la différence entre l'instinct qui caractérise l'animal et l'intelligence qui caractérise l'Homme. Toutefois Proudhon s'intéresse plus précisément à la question du sens moral et se demande si la différence entre le sens moral chez l'Homme et l'animal est une différence de nature ou simplement de degré.
Il définit l'Homme comme étant un « animal parlant et social » selon les propres termes d'Aristote. Il définit ensuite le droit comme étant « l'ensemble des principes qui régissent la société ; la justice dans l'Homme, est le respect et l'observation de ces principes. ».
Proudhon s'attache par la suite à démontrer, en usant de cas concrets, que cette moralité humaine ne diffère guère de la moralité animale et que l'Homme, lorsqu'il agit bien, agit souvent par instinct.
Enfin il en arrive à la conclusion que l'Homme diffère de l'animal en cela qu'il est conscient des principes auxquels il obéit, il est naturellement autrement intelligent que l'animal, mais « l'intelligence infiniment supérieure que nous avons de nos devoirs sociaux, la conscience du bien et du mal, n'établit pas, relativement à la moralité, une différence essentielle entre l'Homme et les bêtes. »

##### Paragraphe second - du premier et du second degré de la sociabilité
Selon Proudhon, le premier degré de la sociabilité s'exprime en cette attirance, cet intérêt que l'on éprouve vis-à-vis d'autrui. « La sociabilité, à ce degré, est une sorte de magnétisme que la contemplation d'un être semblable à nous réveille. » Cette première forme de sociabilité ne comporte toutefois « rien qui élève l'homme au-dessus de l'animal. »
« Le second degré de la sociabilité est la justice, que l'on peut définir, reconnaissance en autrui d'une personnalité égale à la nôtre. »
Avant d'aborder le troisième degré de sociabilité, celui-là caractéristique de l'Homme, Proudhon va s'attacher à « démontrer métaphysiquement que société, justice, égalité, sont trois termes équivalents. »
Pour ce faire, il prend l'exemple d'un naufrage, il en réchappe à bord d'une barque et aperçoit un naufragé dans la mer, il lui doit assistance puisqu'il est associé, tous deux étant membres de la société, ils sont par conséquent associés et se doivent une assistance mutuelle.
Proudhon prend ensuite l'exemple de l'homme refusant de partager son pain avec l'étranger parce qu'il a seul produit son pain : « Le vice de ce raisonnement consiste dans la supposition fausse que tel producteur n'est pas nécessairement l'associé de tel autre producteur. » Et Proudhon de poursuivre : « chacun produisant, non pour soi, mais pour la société, lorsque vient le moment du partage, ce n'est pas le producteur que l'on considère, c'est l'associé. »
La conclusion de ce raisonnement est la suivante : « manquer à la société, manquer à la justice, manquer à l'égalité, c'est exactement la même chose. »
Dès lors, une personne se retirant de l'activité de production et choisissant l'oisiveté, faisant travailler quelqu'un d'autre pour lui « devient injuste, inassocié, inégal : c'est un propriétaire. »
L'auteur définit ensuite le fait de pratiquer la justice comme consistant à « faire à chacun part égale des biens, sous la condition égale du travail ; c'est agir sociétairement. »
La justice est ainsi « produit de la combinaison d'une idée et d'un instinct » c'est-à-dire la combinaison d'un instinct de sympathie chez l'Homme et de la connaissance, d'une certaine idée de la société.
Si nous sommes tous associés dès le moment où nous vivons en société, il est nécessaire de faire la distinction entre associé proche et associé éloigné, entre les proches d'une part, et les inconnus de l'autre.

##### Paragraphe troisième - du troisième degré de la sociabilité
Les deux précédents degrés de la sociabilité ne nous distinguent cependant pas des animaux, en effet on observe des comportements semblables chez les animaux les plus intelligents. La différence réside dans le fait que les animaux sont indépendants les uns des autres, s'ils évoluent côte à côte, ils n'échangent rien, ils ne s'apportent rien. Les hommes en revanche communiquent, échangent des idées, bref ils s'enrichissent mutuellement.
« La société, chez les animaux, est en mode simple ; chez l'Homme elle est en mode composé. L'homme est associé à l'homme par le même instinct qui associe l'animal à l'animal ; mais l'homme est autrement associé que l'animal : c'est cette différence d'association qui fait toute la différence de moralité. »
Le propre de l'Homme, c'est de parvenir à s'affranchir de sa nature animale et à atteindre la forme ultime de sociabilité, le troisième degré de sociabilité que Proudhon nomme l'équité : « la générosité, la reconnaissance, et l'amitié sont trois nuances distinctes d'un sentiment unique que je nommerai équité »
« Par l'équité, c'est pour nous tout à la fois un devoir et une volupté d'aider l'être faible qui a besoin de nous, et de le faire notre égal ; de payer au fort un juste tribut de reconnaissance et d'honneur, sans nous constituer son esclave ; de chérir notre prochain, notre ami, notre égal, pour ce que nous recevons de lui, même à titre d'échange. L'équité est la sociabilité élevée par la raison et la justice jusqu'à l'idéal. »
Proudhon dit encore : « Comme la justice est un produit mixte de l'instinct social et de la réflexion, de même l'équité est un produit mixte de la justice et du goût, je veux dire de notre faculté d'apprécier et d'idéaliser. »
Dans cette optique, le grand, le puissant est celui qui reconnaît la part de lui-même qui résulte de la société ; c'est celui qui se passe de richesses, de récompenses et de soumission des autres.
Sociabilité, justice et équité constituent donc les trois degrés de sociabilité. « Ces trois degrés de la sociabilité se soutiennent et se supposent : l'équité, sans la justice, n'est pas ; la société, sans la justice, est un non-sens. »
La propriété constitue dès lors un obstacle à la réalisation de l'équité, elle est un obstacle à la réalisation de l'Homme, elle empêche celui-ci de s'affranchir complètement de sa nature animale.
Toutefois Proudhon conclut cette première partie par une question : « La propriété abolie, quelle sera la forme de la société ? Sera-ce la communauté ? »

#### Seconde partie

##### Paragraphe premier - des causes de nos erreurs: origine de la propriété
Proudhon débute en ces termes : « La propriété n'étant pas notre condition naturelle, comment s'est-elle établie ? Comment l'instinct de société, si sûr chez les animaux, a-t-il failli dans l'homme ? Comment l'homme, né pour la société, n'est-il pas encore associé ? »
L'auteur s'oppose aux philosophes qui prétendent que le mal chez l'homme est incurable, que le mal fait partie de lui, qu'il est foncièrement mauvais.
Ainsi, l'animal agit par instinct, la place de chaque fourmi ou de chaque abeille est déterminée, les abeilles donnent cette forme à leurs alvéoles de manière instinctive. L'Homme au contraire agit par raison et non par instinct, et la réflexion induit l'erreur : « Il n'y aurait pour lui ni erreur, ni mal, ni désordre si, de même que les animaux, il n'avait que l'instinct pour moteur. »
Après examen de la question de l'origine du mal chez les hommes, il en arrive à cette conclusion :
« Ainsi le mal moral, c'est-à-dire, dans la question qui nous occupe, le désordre dans la société s'explique naturellement par notre faculté de réfléchir. La paupérisme, les crimes, les révoltes, les guerres, ont eu pour mère l'inégalité des conditions, qui fut fille de la propriété, qui naquit de l'égoïsme, qui fut engendrée du sens privé, qui descend en ligne directe de l'autocratie de la raison. L'Homme n'a commencé ni par le crime, ni par la sauvagerie mais par l'enfance, l'ignorance, l'inexpérience »
En conclusion de ce premier paragraphe, Proudhon évoque l'idée de communauté, idée qui inspirera par la suite très certainement Marx et Engels pour élaborer leur théorie du communisme primitif. Proudhon tente même de récapituler sa théorie « par une formule hégélienne » :
« La communauté, premier mode, première détermination de la sociabilité, est le premier terme du développement social, la thèse ; la propriété, expression contradictoire de la communauté, fait le second terme, l'antithèse. Reste à découvrir le troisième terme, la synthèse, et nous aurons la solution demandée. [...] Les deux restes formeront, en se réunissant, le véritable mode d'association humanitaire. »
Pareille idée aura sans nul doute une grande influence sur les travaux de Marx, et si ce n'est que pure spéculation que de rechercher ici les sources de la pensée marxiste, et que ce n'est pas l'objet qui nous occupe, on ne peut nier l'influence de Proudhon dans la théorie marxiste du matérialisme dialectique.

##### Paragraphe second - Caractère de la communauté et de la propriété
Proudhon commence ce paragraphe par la critique de la communauté. Celle-ci doit être comprise comme tous les systèmes (monastères, sociétés préhistoriques, la République décrite par Platon, les systèmes rêvés par le socialistes...) plaçant la collectivité au-dessus de l'individu.
« La communauté est inégalité, mais dans le sens inverse de la propriété. La propriété est l'exploitation du faible par le fort ; la communauté est l'exploitation du fort par le faible. »
Il dit encore : « Ainsi la communauté viole l'autonomie de la conscience et l'égalité : la première, en comprimant la spontanéité de l'esprit et du cœur, le libre arbitre dans l'action et dans la pensée ; la seconde, en récompensant par une égalité de bien-être, le travail et la paresse, le talent et la bêtise, le vice même et la vertu. »
L'auteur se livre ensuite à l'étude de l'étymologie du mot « vol » dans les langues latine, grecque et hébraïque. Il montre ensuite la relativité de ce terme et le grand nombre de réalités qu'il recouvre, depuis le vol par effraction jusqu'à l'usure, au crédit et à la rente ; le vol est pourtant toujours le même, seulement, selon la forme qu'il prend il est diversement accepté.
Proudhon s'intéresse ensuite aux origines du droit, le droit de la force d'abord, le droit de la ruse ensuite.
Il forge l'expression « socialisme scientifique » : « de même que le droit de la force et le droit de la ruse se restreignent devant la détermination de plus en plus large de la justice, et doivent finir par s'éteindre dans l'égalité ; de même la souveraineté de la volonté cède devant la souveraineté de la raison, et finira par s'anéantir dans un socialisme scientifique ».
Réfutant tous les systèmes politiques, il se définit dans un célèbre extrait comme étant « Anarchiste ». Il s'explique ensuite, défendant sa prise de position (on rappelle que Proudhon est le père de l'anarchisme en tant que doctrine politique, le terme « anarchie » étant à l'époque synonyme de chaos et connoté très péjorativement) il dénonce la tendance naturelle de l'homme à suivre un chef ainsi que le font les moutons. « Tel est notre préjugé : tous tant que nous sommes nous voulons un chef ou des chefs »
Par la généralisation du savoir, l'humanité tend chaque jour un peu plus vers cet idéal qu'est l'Anarchie : « Anarchie, absence de maître, de souverain, telle est la forme de gouvernement dont nous approchons tous les jours ». L'auteur se fait l'avocat d'une démocratie totale, de l'Anarchie, et considère la propriété comme étant l'ultime obstacle à franchir. Il écrit ainsi dans les notes : « Si de pareilles idées pénètrent jamais dans les esprits, ce sera fait du gouvernement représentatif et de la tyrannie des parleurs. »

##### Paragraphe troisième - détermination de la troisième forme sociale. Conclusion.
Proudhon donne ici une description de son système idéal, ultime stade de l'Histoire :
« La communauté cherche l'égalité et la loi : la propriété, née de l'autonomie de la raison et du sentiment du mérite personnel, veut sur toutes choses l'indépendance et la proportionnalité.
Mais la communauté, prenant l'uniformité pour la loi, et le nivellement pour l'égalité, devient tyrannique et injuste : la propriété, par son despotisme et ses envahissements, se montre bientôt oppressive et insociable.
Ce que veulent la communauté et la propriété est bon : ce qu'elles produisent l'une et l'autre est mauvais. Et pourquoi ? parce que toutes deux sont exclusives, et méconnaissent, chacune de son côté, deux éléments de la société. La communauté repousse l'indépendance et la proportionnalité ; la propriété ne satisfait pas à l'égalité et à la loi.
Or, si nous concevons une société fondée sur ces égalité, loi, indépendance, proportionnalité, nous trouvons
l° Que l'égalité consistant seulement dans l'égalité des conditions, c'est-à-dire des moyens, non dans l'égalité de bien-être, laquelle avec des moyens égaux doit être l'ouvrage du travailleur, ne viole en aucune façon la justice et l'équité ;
2° Que la loi, résultant de la science des faits, par conséquent s'appuyant sur la nécessité même, ne choque jamais l'indépendance ;
3' Que l'indépendance respective des individus, ou l'autonomie de la raison privée, dérivant de la différence des talents et des capacités, peut exister sans danger dans les limites de la loi ;
4' Que la proportionnalité, n'étant admise que dans la sphère de l'intelligence et du sentiment, non dans celle des choses physiques, peut être observée sans violer la justice ou l'égalité sociale.
Cette troisième forme de société, synthèse de la communauté et de la propriété, nous la nommerons LIBERTÉ. »
Un résumé de cette conclusion serait inutile, si le lecteur veut la connaître il lui la faut lire sur wikisource.
C'est cependant par cet extrait que Proudhon conclut sa réflexion :
« J'ai accompli l'œuvre que je m'étais proposée ; la propriété est vaincue ; elle ne se relèvera jamais. Partout où sera lu et communiqué ce discours, là sera déposé un germe de mort pour la propriété : là, tôt ou tard, disparaîtront le privilège et la servitude ; au despotisme des volontés succèdera le règne de la raison. »